# Long Melford
Long Melford (örtlich auch nur Melford) ist ein längliches, altes Dorf im County von Suffolk, Großbritannien. Melford ist für seine ungewöhnlich große Pfarrkirche bekannt, die Holy Trinity Church, die eher die Ausmaße einer Kathedrale hat. Im Jahr 2022 hatte es eine Bevölkerung von 3895.